# 반천황제전국개인공투 가을폭풍
반천황제전국개인공투 가을폭풍(일본어: 反天皇制全国個人共闘・秋の嵐 한텐노세이젠코쿠코진교토 아키노 아라시[*])는 일본의 신좌파 단체 중 하나다. 천황제 폐지론을 내건다. 약칭 가을폭풍(일본어: 秋の嵐 아키노 아라시[*]).
다른 신좌파 정파들은 1960년대에서 1970년대 사이에 대부분 조직화되었지만 가을폭풍은 1980년대 후반부터 활동을 시작했다. "전국개인공투"라는 명칭에서 알 수 있듯이, 기존 신좌파 정파들에 속하지 않는 소위 급진적 무당파로 분류된다.
1987년 가을로 예정된 제42회 국민체육대회에 따른 쇼와 천황의 오키나와 방문에 반대하기 위해 동년 9월 결성되었다. 그해 가을의 국체 방해를 위해 조직된 단기조직이라는 의도에서 "가을폭풍"이라는 명칭이 붙었는데, 1987년 이후로도 단체가 유지되면서 명칭이 유지되었다.
쇼와 천황의 병세 악화에 따른 "자숙 분위기"의 확대에 반발하여 천황의 전쟁책임을 문제시하는 젊은이들이 모여들어 한동안 운동이 고조되었지만, 쇼와 대상례와 헤이세이 즉위례 등의 황실 관련 행사들이 대충 모두 끝난 1991년 이후로는 활동이 답보상태에 빠졌고 그대로 현재에 이르고 있다.
투쟁 과정에서 경찰에게 체포, 기소된 회원도 많다. 쇼와 천황 사망 직후인 1월 행동으로 체포령이 떨어졌지만, 1990년 이것이 부당한 체포라고 도쿄 도를 피고로 제소했다. 중도에 원고가 사망하여 소송 일부가 취하되었지만 체포, 폭행에 대해 모두 승소하였다.

## 같이 보기
- 반천황제운동연락회
- 천황제 폐지론

## 참고 자료
- 外山恒一 『青いムーブメント まったく新しい80年代史』彩流社、2008年
- 見津毅 『終止符（ピリオド）からの出発』インパクト出版会、1996年